# Manuel José Carazo Bonilla
Manuel José Carazo Bonilla ( n. Heredia, Costa Rica, 24 de junio de 1808 - m. San José, Costa Rica, 1° de junio de 1877) fue un político y empresario costarricense, vicepresidente de la República y presidente del Congreso en 1849.
Fue hijo de Joaquín Carazo y Alvarado, firmante del Acta de Independencia de Costa Rica, y Ana Francisca de Bonilla. Tíos suyos fueron entre otros don Nicolás Carazo y Alvarado y don Pedro José Carazo y Alvarado, también firmantes del Acta.  
Casó con María Toribia Peralta, hija de Manuel María de Peralta y López del Corral, y nieta de José María e Peralta y La Vega, ambos firmantes del Acta de la Independencia. En el matrimonio Carazo-Peralta hubo dieciséis hijos. Una de sus hijas, Isaura Carazo Peralta,fue esposa de Aniceto Esquivel Sáenz, presidente de Costa Rica en 1876.  
Aunque no cursó estudios formales, fue políglota y hombre de extensa cultura. 
Fue uno de los más exitosos cafetaleros y comerciantes de la Costa Rica de mediados del siglo XIX, y también fue un personaje sumamente influyente en la política, aunque prefería mantenerse alejado del desempeño de cargos públicos. No obstante, fue ministro de Hacienda durante la administración de Francisco María Oreamuno Bonilla; ordenó la Hacienda Pública e introdujo la contabilidad moderna para llevar las cuentas del Estado. También fue vicepresidente de la República y presidente del Congreso. Estuvo encargado interinamente de la presidencia en 1849.
En el decenio de 1860 fue el líder informal de un círculo de cafetaleros, comerciantes y políticos conocido como el grupo de Carazo, que influyó notoriamente en la política costarricense y cuyo brazo armado era el general Máximo Blanco Rodríguez, comandante del cuartel Principal de San José. Fue el presidente y uno de los más activos organizadores del primer partido político formalmente establecido en Costa Rica, el Partido Convención Constitucional (1868).